# Provincia Muyinga
Provincia Muyinga  este una dintre cele 17 unități administrativ-teritoriale de gradul I ale statului Burundi.